# Бустільйо-дель-Парамо
Бустільйо-дель-Парамо (ісп. Bustillo del Páramo) — муніципалітет в Іспанії, у складі автономної спільноти Кастилія-і-Леон, у провінції Леон. Населення — 1484 особи (2010).
Муніципалітет розташований на відстані близько 280 км на північний захід від Мадрида, 25 км на південний захід від Леона.
На території муніципалітету розташовані такі населені пункти: (дані про населення за 2010 рік)
- Асебес-дель-Парамо: 215 осіб
- Антоньянес-дель-Парамо: 131 особа
- Барріо-де-Буенос-Айрес: 27 осіб
- Бустільйо-дель-Парамо: 360 осіб
- Грісуела-дель-Парамо: 172 особи
- Маталобос-дель-Парамо: 244 особи
- Ла-Мілья-дель-Парамо: 217 осіб
- Сан-Педро-де-Пегас: 118 осіб

## Демографія
Динаміка населення (INE ):